# Clota Vallis
La Clota Vallis è una struttura geologica della superficie di Marte.